# Omroep Land van Cuijk
Omroep Land van Cuijk is een Nederlandse streekomroep die actief is in de gemeente Land van Cuijk, de grootste gemeente van Noord-Brabant qua oppervlakte. De omroep is ontstaan uit een fusie van de lokale omroepen Peelstar FM, BLOS en Rivierstad FM. De redactie en studio zijn gevestigd in cultureel centrum Myllesweerd in het dorp Mill. Omroep Land van Cuijk verzorgt radio- en televisie-uitzendingen met een mix van nieuws, actualiteiten, politiek, cultuur en muziek, en richt zich op de 33 kernen van de gemeente.

## Geschiedenis
Omroep Land van Cuijk werd opgericht op 1 januari 2022 als fusieomroep voor de nieuw gevormde gemeente Land van Cuijk. De omroep kwam tot stand door de samenvoeging van drie bestaande lokale omroepen:
- Peelstar FM – De lokale omroep van Sint Anthonis, gericht op lokaal nieuws, verenigingsleven en muziek.
- BLOS – De lokale omroep van Boxmeer, actief in radio-uitzendingen en gemeentelijke berichtgeving.
- Rivierstad FM – De omroep voor Cuijk, Grave en omgeving, bekend van talkshows en regionale samenwerking.

De fusie volgde op landelijke richtlijnen die streken stimuleren om te werken met een krachtige regionale omroep. De oprichting ging gepaard met een professionaliseringsslag, met als doel de lokale journalistiek te versterken en samenwerking met maatschappelijke organisaties te vergroten.

## Radioprogramma’s
Omroep Land van Cuijk verzorgt diverse programma’s op radio, waaronder:
- De Ochtendclub – Elke werkdag van 6.00 tot 9.00 uur. Een energieke ochtendshow gepresenteerd door Gerjan Cluistra.
- Rustplaats Lokkant – Elke werkdag van 12.00 tot 14.00 uur. Lunchprogramma met actualiteiten, muziek en cultuur, gepresenteerd door Jolwin Dobbelsteen.
- Regelkevers – Politiek praatprogramma, elke dinsdag van 18:00 tot 19:00 uur. Afwisselend gepresenteerd door Jolwin Dobbelsteen, Peter Linders en Raymond Janssen. Iedere uitzending bevat een actuele politieke gast.

## Televisieprogramma’s
De omroep zendt ook lokale televisie uit. Bekende programma’s zijn:
- De Metworstrennen – Verslag van het folkloristische paardenrennen op carnavalsmaandag in Boxmeer.
- Daags na de Tour – Televisieverslag van het wielerevenement in Boxmeer dat jaarlijks wordt gehouden op de maandag na de Tour de France.